# Carlos Lee
Carlos Noriel Lee (ur. 20 czerwca 1976) – panamski baseballista, który występował na pozycji lewozapolowego i pierwszobazowego, trzykrotny uczestnik Meczu Gwiazd.
W 1994 podpisał kontrakt jako wolny agent z Chicago White Sox i początkowo grał w klubach farmerskich tego zespołu, między innymi w Charlotte Knights, reprezentującym poziom Triple-A. W Major League Baseball zadebiutował 7 maja 1999 w meczu przeciwko Oakland Athletics, zdobywając home runa w pierwszym podejściu do odbicia. W grudniu 2004 w ramach wymiany zawodników przeszedł do Milwaukee Brewers, zaś w lipcu 2006 do Texas Rangers.
W listopadzie 2006 podpisał sześcioletni kontrakt, wart 100 milionów dolarów z Houston Astros. W lipcu 2012 został zawodnikiem Miami Marlins, w którym zakończył karierę.
W ciągu swojej kariery zdobył 17 grand slamów, co daje mu siódme miejsce w klasyfikacji wszech czasów ex aequo z Tedem Williamsem i Jimmiem Foxxem.
| Nagroda/wyróżnienie     | Lata             | Źródło |
| 3× All-Star             | 2005, 2006, 2007 | [ 3 ]  |
| 2× Silver Slugger Award | 2005, 2007       | [ 3 ]  |